# Jivno (hrad)
Jivno je zřícenina hradu v chráněné krajinné oblasti Křivoklátsko v okrese Kladno. Nachází se v Lánské oboře na skalní ostrožně nad vodní nádrží Klíčava v nadmořské výšce 350 metrů. Zřícenina je chráněna jako kulturní památka.
Hrad Jivno zmiňuje Alois Jirásek ve svém románu Mezi proudy I a komedii Kolébka.

## Historie
Nedochovaly se žádné písemné prameny z doby existence hradu. Archeologické nálezy získané povrchovým sběrem datují dobu jeho obývání do 13. až 15. století. Zakladatelem by snad mohl být král Václav I. K zániku hradu došlo zřejmě během husitských válek.

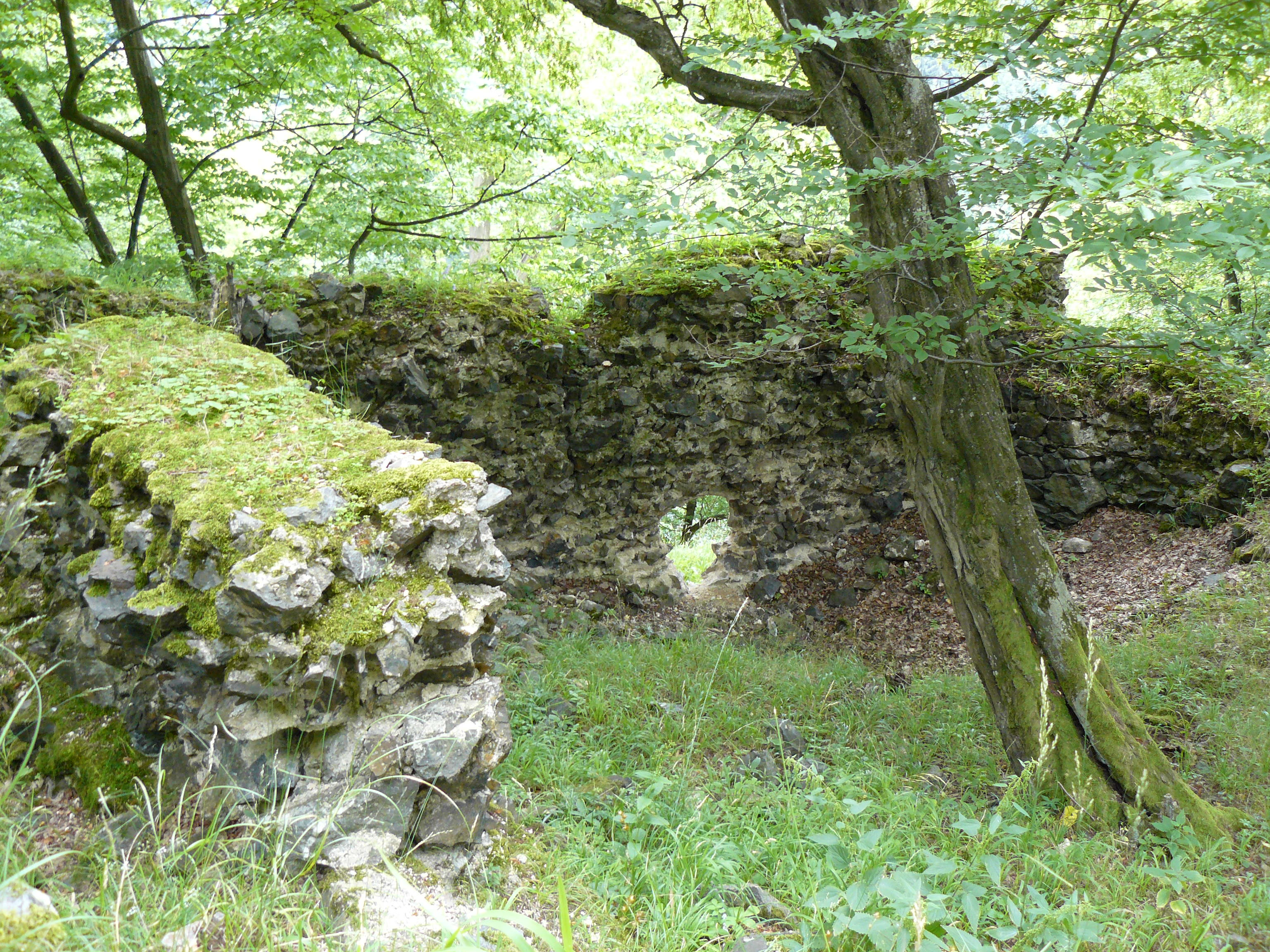
Zbytky zdí

První písemná zpráva je až z roku 1546, kdy ve zřícenině žil poustevník, pro kterého zde byla postavena malá kaple a poustevna. V roce 1551 došlo k dalšímu poškození zříceniny při hledání údajného zlatého pokladu. Křivoklátský hejtman Jan Žďárský ze Žďáru neúspěšně překopal celý hrad, ale žádný poklad nenašel.
Jivno bylo zřejmě královským hradem, ale nemělo žádné vlastní hospodářské zázemí a patřilo pravděpodobně k příslušenství Křivoklátu. Možná se jednalo, podobně jako u blízkého Jenčova, o lovecký hrad. Nicméně vzhledem k velikosti a výstavnosti mohlo jít i o podstatně významnější objekt.

## Stavební podoba

Půdorys hradu od Vojtěcha Krále z Dobré Vody publikovaný Augustem Sedláčkem v roce 1891

Hrad typově patří mezi hrady s obvodovou zástavbou. Jeho obdélné staveniště odděloval od zbytku ostrožny mohutný šíjový příkop. Za ním se nacházelo první nádvoří, v jehož čele stál nad příkopem bergfrit. Další zástavba nádvoří se nedochovala, ale nějaké stavby pravděpodobně stály podél obvodových hradeb. Hradní jádro bylo ze tří stran obestavěné palácovými křídly. Čtvrtá strana, která přiléhala k prvnímu nádvoří, byla chráněna hradbou. V jednom z opěráků lze rozeznat zbytek záchodové šachty.

## Přístup
Vzhledem ke své poloze v Lánské oboře není zřícenina veřejnosti přístupná.